# Barakaldo D.F.
Barakaldo D.F. es el cuarto álbum en directo y tercer DVD en vivo de la banda Mägo de Oz.
Su formato es de CD + DVD. Viene a coincidir con los dos conciertos dados en Baracaldo (España) el 18 de julio de 2006 y en D.F. (México) el 5 de mayo de 2006, más Backstage y un Documental de México D.F. Sin embargo, todos los temas que se muestran en el DVD y CD son del concierto hecho en Barakaldo, España; sólo el documental pertenece a México D.F.
El DVD salió a la venta el 16 de septiembre de 2008 en España y el 22 de septiembre en México.
El disco incluye la canción "Puedes contar conmigo", que sería la canción de cabecera de la serie Águila Roja, aunque después, TVE no quiso contar con ella.
Como exclusiva en un programa de radio que conduce Óscar Sancho transmitido en diciembre de 2009, Txus di Fellatio comunicó a los fanes que han ganado la demanda interpuesta a su antigua discográfica Locomotive. Con esta sentencia a favor, el grupo puede usar y disponer libremente de su repertorio que elaboraron cuando pertenecían a Locomotive. Por consiguiente Txus detalló que iba a relanzar el Barakaldo D.F con el material que había quedado fuera, el cual podría contener canciones como: Satania, Jesús de Chamberí, La costa del silencio, Hoy toca ser feliz, entre otras. se desconoce la fecha del relanzamiento.

## Lista de canciones
| CD  |                                             |                         |          |  |
| N.º | Título                                      | Disco original          | Duración |  |
| 1.  | «La Voz Dormida»                            | Gaia II: La voz dormida | 10:35    |  |
| 2.  | «El Poema de la Lluvia Triste»              | Gaia II: La voz dormida | 7:43     |  |
| 3.  | «Aquelarre»                                 | Gaia II: La voz dormida | 8:51     |  |
| 4.  | «Fiesta Pagana»                             | Finisterra              | 4:56     |  |
| 5.  | «Desde mi cielo»                            | Gaia II: La voz dormida | 6:10     |  |
| 6.  | «Marcha turca de Mozart»                    |                         | 2:11     |  |
| 7.  | «La Cantata del Diablo (Missit me dominus)» | Gaia II: La voz dormida | 17:47    |  |
| 8.  | «Diábulus in Música»                        | Gaia II: La voz dormida | 5:10     |  |
| 9.  | «La Posada de los Muertos»                  | Gaia II: La voz dormida | 4:46     |  |
| 10. | «Molinos de Viento»                         | La leyenda de La Mancha | 5:11     |  |
| 11. | «Puedes Contar Conmigo» (Bonus track)       |                         | 4:06     |  |

DVD
| N.º     | Título                                      | Disco Original          | Duración |  |
| 1.      | «La Voz Dormida»                            | Gaia II: La Voz Dormida | 10:34    |  |
| 2.      | «El Poema de la Lluvia Triste»              | Gaia II: La Voz Dormida | 7:43     |  |
| 3.      | «Aquelarre»                                 | Gaia II: La Voz Dormida | 8:50     |  |
| 4.      | «Fiesta Pagana»                             | Finisterra              | 4:55     |  |
| 5.      | «Desde Mi Cielo»                            | Gaia II: La Voz Dormida | 6:08     |  |
| 6.      | «Hazme un Sitio Entre tu Piel»              | Gaia II: La Voz Dormida | 5:00     |  |
| 7.      | «Marcha Turca de Mozart»                    |                         | 2:10     |  |
| 8.      | «La Rosa de los Vientos (Versión Metal)»    | Belfast                 | 6:21     |  |
| 9.      | «La Cantata del Diablo (Missit me Dominus)» | Gaia II: La Voz Dormida | 17:46    |  |
| 10.     | «Diábulus in Música»                        | Gaia II: La Voz Dormida | 5:07     |  |
| 11.     | «La Posada de los Muertos»                  | Gaia II: La Voz Dormida | 4:45     |  |
| 12.     | «Sueños Diabólicos»                         | The Best Oz             | 3:06     |  |
| 13.     | «Molinos de Viento»                         | La leyenda de La Mancha | 5:08     |  |
| 1:40:52 |                                             |                         |          |  |

## Canciones eliminadas
1. Satania (tras La voz dormida)
2. La cruz de Santiago (tras Satania)
3. Jesús de Chamberí (tras La cruz de Santiago)
4. La costa del silencio (tras Fiesta pagana)
5. Hasta que el cuerpo aguante (tras La costa del silencio)
6. La danza del fuego (tras Hasta que el cuerpo aguante)
7. Gaia (tras Marcha turca y el solo de Jorge Salán)
8. El que quiera entender que entienda (tras La cantata del diablo (Missit me dominus))
9. Pensando en ti (tras La posada de los muertos)
10. Hoy toca ser feliz (tras Pensando en ti)

## Set list original
1. Volaverunt opus 666
2. La voz dormida
3. Satania
4. La cruz de Santiago
5. Jesús de Chamberí
6. El poema de la lluvia triste
7. Aquelarre
8. Fiesta pagana
9. La costa del silencio
10. Hasta que el cuerpo aguante
11. La danza del fuego
12. Desde mi cielo
13. Hazme un sitio entre tu piel
14. Marcha turca de Mozart (Interpretada por Jorge Salán)
15. Gaia
16. La rosa de los vientos (versión metal)
17. La cantata del diablo (Missit me dominus)
18. Diábulus in música (Intro "Incubos y Sucubos")
19. El que quiera entender que entienda
20. La posada de los muertos
21. Pensando en ti
22. Hoy toca ser feliz
23. Sueños diabólicos (Instrumental)
24. Molinos de viento
25. Documental México D.F.

## Intérpretes
- José Andrëa: Voz
- Patricia Tapia: Voz en Diábulus in música, El Poema de la Lluvia Triste, Aquelarre y La Cantata del Diablo y coros
- Txus Di Fellatio: Batería, Voz en La rosa de los vientos (Versión Metal) y congas en Sueños diabólicos
- Mohamed: Violín
- Jorge Salán: Guitarra solista
- Carlitos: Guitarra solista
- Frank: Guitarra rítmica y acústica
- Peri: Bajo
- Kiskilla: Teclados, sintetizadores y acordeón
- Fernando Ponce de León: Whistle y flauta travesera

### Colaboraciones
- Joaquín Arellano "El Niño": Batería en "La rosa de los vientos (Versión Metal) y en Sueños diabólicos
- Tony Menguiano: Voz en La Cantata del Diablo y coros